# Аспазія
Ельза Розенберґ-Плієкшане, відома під псевдонімом Аспа́зія (латис. Aspazija; 16 березня 1865 — 5 листопада 1943) — латиська поетеса, представниця неоромантизму, феміністка. У ранніх творах викривала моральні вади тогочасного суспільства, виступала проти безправ'я жінок. Авторка збірки віршів «Червоні квіти» (1897), п'єси «Жриця» (1893), «Срібне покривало» (1904). Після 1905 року поступово відходить від питань суспільної боротьби. В Ризі відкрито музей творчого подружжя Будинок Райніса та Аспазії.

## Біографія
Народилася і виросла в заможній селянській родині поблизу Єлгави в 1865 році, де навчалася і брала активну участь у молодіжних організаціях. На останньому курсі навчання залишила гімназію, а в 1886 році одружилася з Вільгельмом Максом Вальтером. Згодом зацікавилася літературою, переважно німецьких авторів. Її перша публікація з'явилася в 1887 році в газеті Dienas Lapa. У 1891 році розлучилася і до 1893 року працювала приватною вчителькою в Яунсвірлауці. У 1893 році оселилася в Ризі і почала працювати журналісткою. У 1894 р. У Ризі були поставлені її перші п'єси «Vaidelote» та «Zaudētās tiesības».
У ті роки вона познайомилася з Янісом Пліекшансом, редактором газети, поетом, юристом та лідером руху «Нова течія» (Jaunā strāva). Під його впливом Аспазія приєднлася до Нової течії. Одружилися в 1897 році, коли вони переїхали до Паневежиса, Литва, після розгрому Нової Течії. Того ж року Аспазія видала свою першу поетичну збірку. За свою діяльність чоловік був ув'язнений і згодом засуджений до 5 років заслання в Росії з 1897 по 1903, Аспазія пішла за ним. Разом вони переклали латиською багато творів Гете. Пізніше вони повернулися до Латвії і продовжували писати, чоловік брав участь у соціалістичній політиці.
Революція 1905 року розпочалася протестами в Санкт-Петербурзі в січні. За кілька днів протести розповсюдились на Ригу, і багатьох було вбито 13 січня 1905 року. П'єса Аспазії «Vaidelote» з'явилася в січні і була інтерпретована як заклик до розриву з боку імперіалістичної Росії (чоловік також видав збірку революційних віршів «Vētras Sēja», Посів бурі). Цар наказав провести репресії, і багато революціонерів заарештували та вбили в 1905-6 роках. Тому Аспазія з чоловіком втекли до Швейцарії і жили в еміграції в Кастаньолі з 1905 по 1920 рік.
Повернувшись до незалежної Латвії після Першої світової війни, Аспазія брала активну участь у феміністському русі. Також вона вступила до Латвійської соціал-демократичної робітничої партії та була обрана до конституційних зборів. Після смерті чоловіка в 1929 році Аспазія жила дуже приватно в Ризі або на своєму дачному будинку в Дубултах. 
Вона померла 5 листопада 1943 року в Дубултах і була похована на кладовищі в Ризі, поруч із чоловіком.

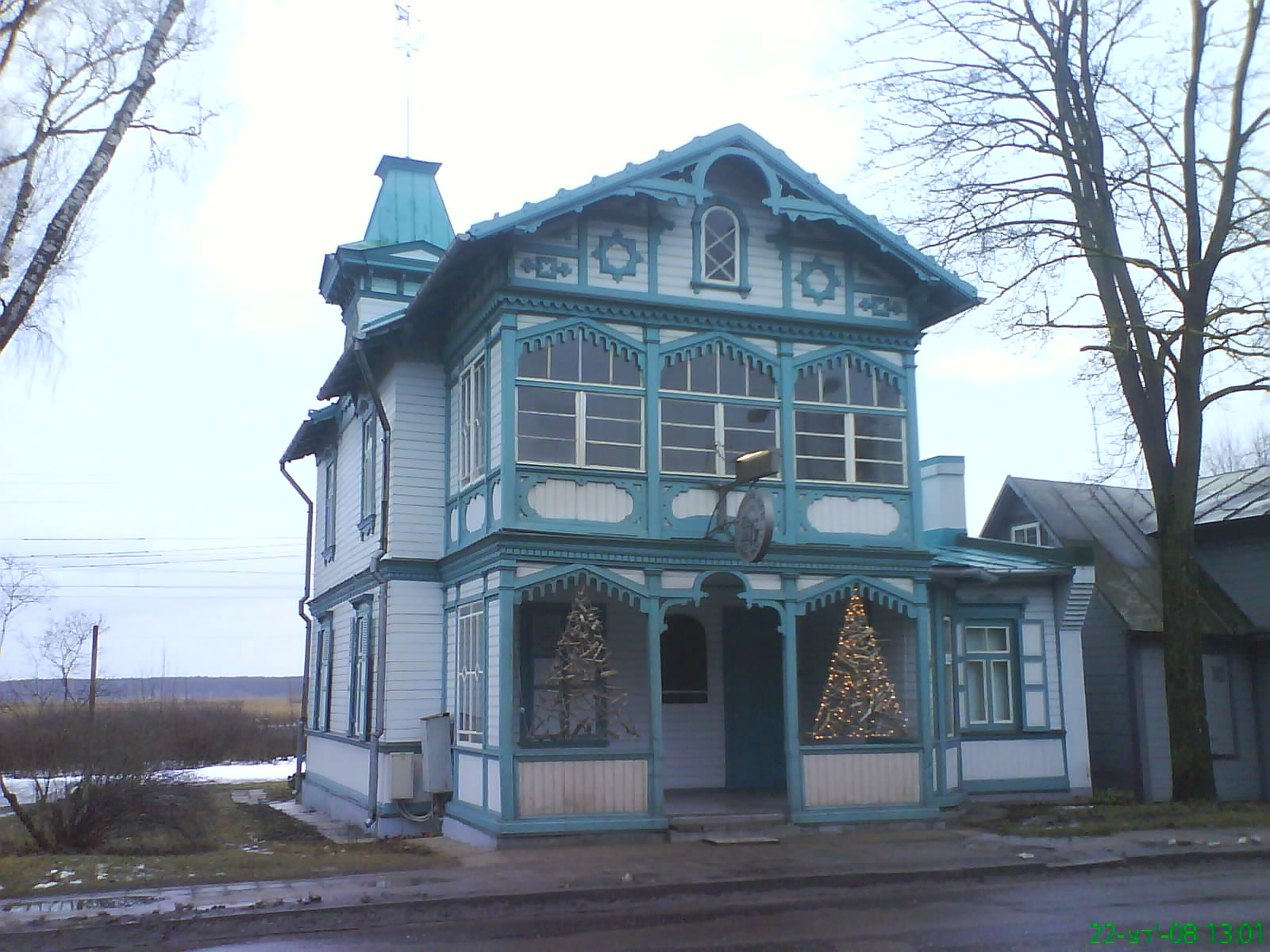
Літній будинок Аспазії в Дубулті

## Літературні твори
Перші роботи Аспазії реалістичні, але більшість її робіт неоромантичні. Деякі ностальгічно дивляться на минуле. Наприклад, п'єса «Vaidelote» (служниця богів у литовській міфології), написана в 1894 році, відбувається у Великому князівстві Литовському XIV століття. Вистави «Прості права» та «Недосягнуті цілі» викликали багато дискусій через протест проти патріархального суспільства. П'єса «Срібна завіса» («Sidraba šķidrauts») вважається найкращим її твором. У 1923 році вона написала п'єсу під назвою «Aspazija».
У збірці поезій «Червоні квіти» прості та звичайні речі розглядаються у романтичному світлі. Водночас її вірші сповнені світла, фантазії та бунтівних настроїв. У «Сутінках душі» (1904) песимістичні настрої беруть верх.
Живучи за кордоном, Аспазія видала поетичні збірки «Сонячний куточок» та «Розправлені крила», у яких менше соціальних аспектів та більш інтимний текст, менше бунту проти суспільства та більше особистих почуттів.